# Park Schopenhauera

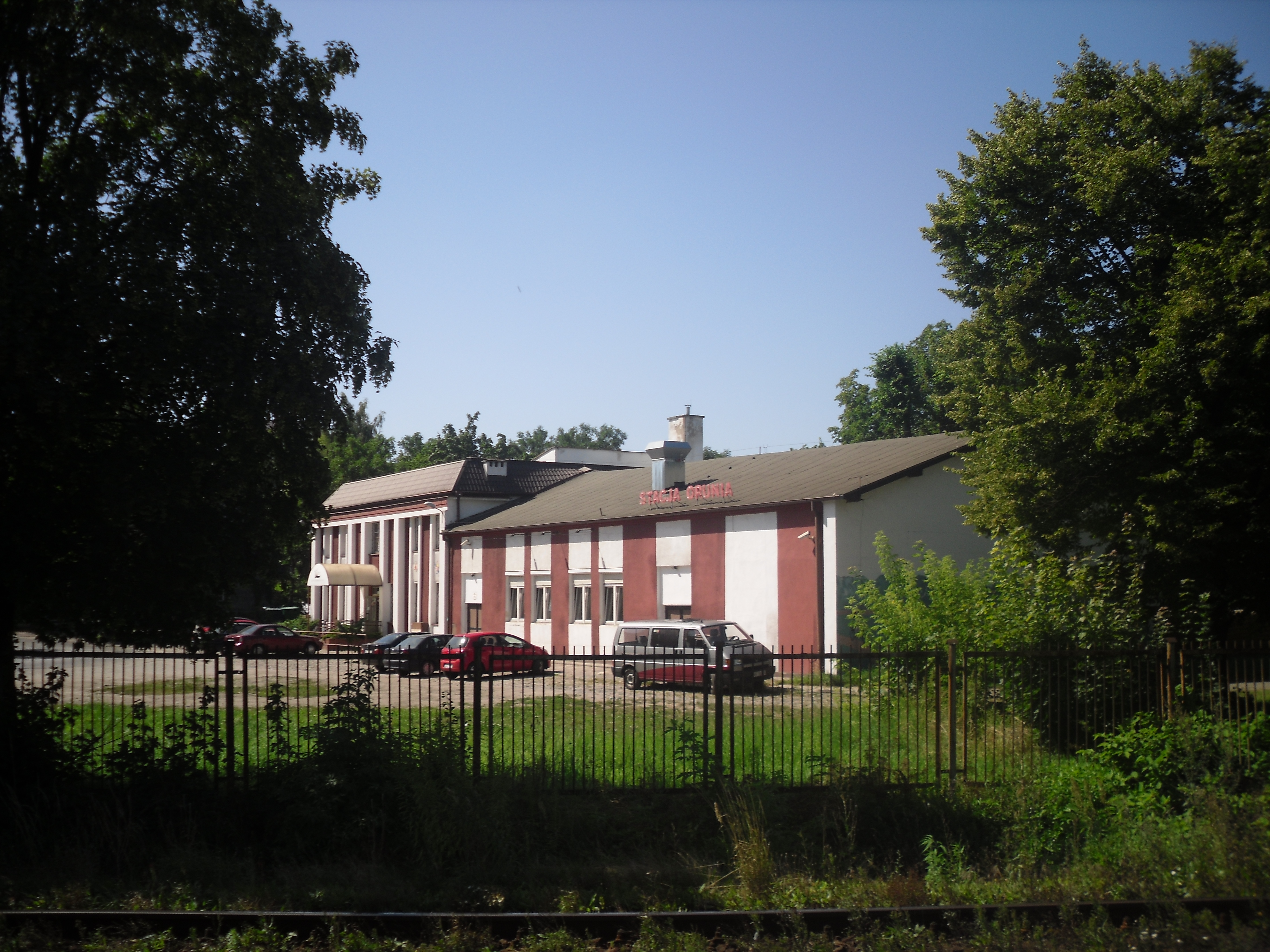
Miejski dom kultury na miejscu dworku

Park Schopenhauera – park znajdujący się w Gdańsku, w dzielnicy Orunia.
Znanym zabytkiem parku jest topola, która metr nad powierzchnią ziemi mierzy w obwodzie 410 cm.

## Historia
Park założony został przez Andrzeja Schopenhauera, dziadka Artura Schopenhauera w XVIII w., przy nieistniejącym już rodzinnym dworku.
Park pierwotnie był urządzony w stylu francuskim.
W połowie XVIII wieku park funkcjonował jako miejsce dostępne dla wszystkich. Była to rzecz na tyle niezwykła, że przebywający w 1777 roku na Oruni podróżnik, Johann Bernoulli, fakt ten poczytywał jako dowód dobroci i szlachetności właściciela. W swoim diariuszu Bernoulli pisał o Schopenhauerze: „chce on, żeby jego ogród uważano za publiczny i każdemu, bez wyjątku wolno się w nim przechadzać (...) w parku spotkać można mnóstwo najprostszych nawet ludzi”.
W 1845, po sprzedaniu posiadłości, w dworku została urządzona restauracja, którą przed II wojną światową prowadził Kurt Mathesius, późniejszy hitlerowski zbrodniarz.
W 1850 przez Orunię została przeprowadzona linia kolejowa Gdańsk-Tczew, co przyczyniło się do degradacji parku.
Obecnie na miejscu nieistniejącego dworku stoi budynek miejskiego domu kultury. Sam park jest silnie zdegradowany, istnieje projekt jego rewitalizacji.
W latach dwutysięcznych w parku, niedaleko miejsca gdzie stał dwór Schopenhauerów odnaleziono fragment granitowego przedproża z wyrytą datą 1701, który służył jako podkład kolejowy. Najprawdopodobniej był on częścią dawnej rezydencji Schopenhauerów. Obecnie znajduje się on w lapidarium przy ul. Gościnnej 3 na Oruni.

### Położenie
Park Schopenhauera jest położony pomiędzy Traktem św. Wojciecha i przystankiem kolejowym Gdańsk Orunia, a ul. Dworcową (od południa).